# Bud Spencer
Bud Spencer, pseudonimo di Carlo Pedersoli (Napoli, 31 ottobre 1929 – Roma, 27 giugno 2016), è stato un attore, nuotatore, pallanuotista, sceneggiatore e produttore televisivo italiano.

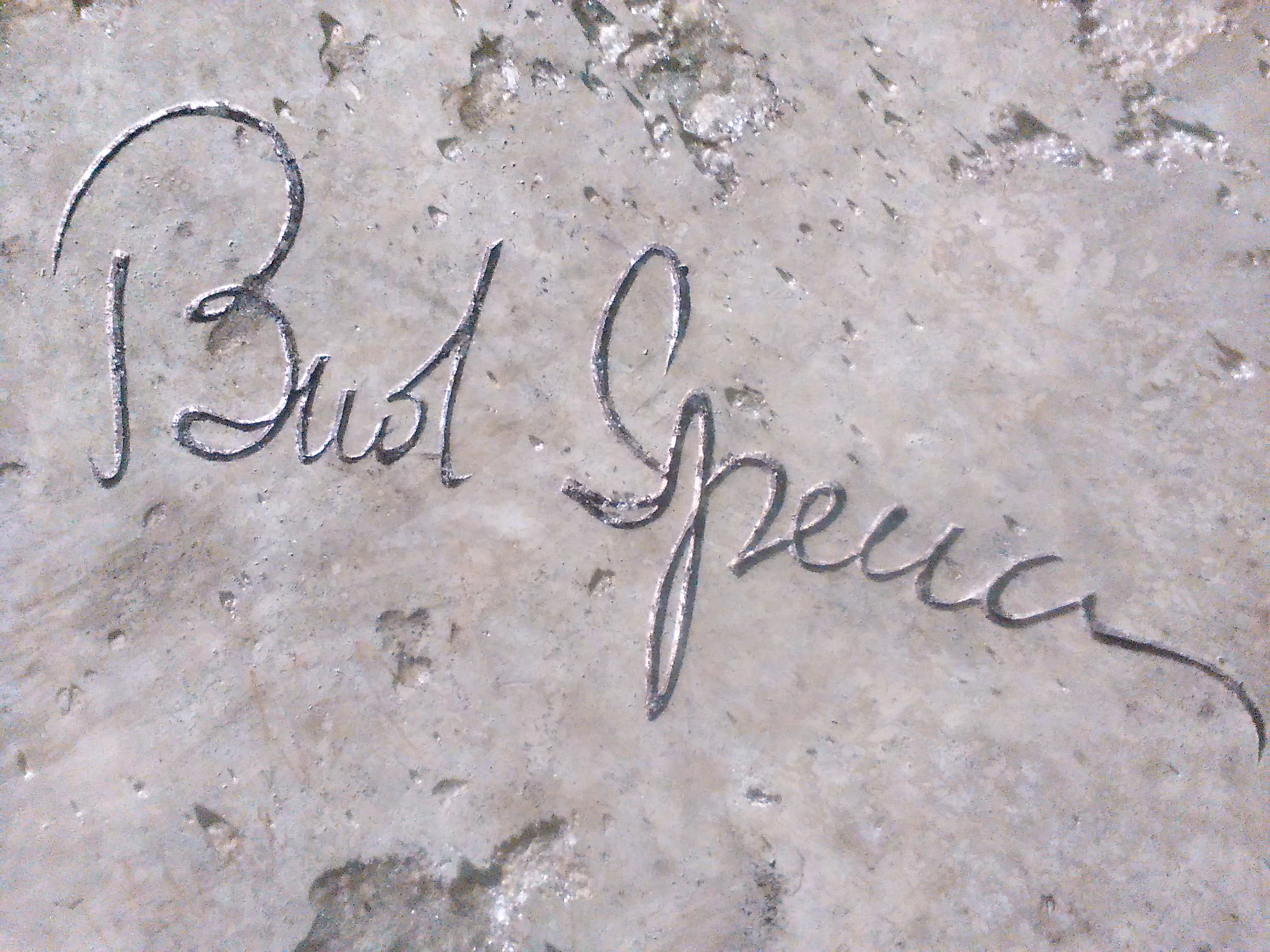
La firma di Bud Spencer incisa sul piedistallo della statua a lui dedicata a Budapest

Ha raggiunto il successo per i suoi film in coppia con Terence Hill e la coppia di attori «ha ottenuto fama mondiale e ha attirato milioni di spettatori al cinema». Il 7 maggio 2010 ha ricevuto il David di Donatello alla carriera.
Nel nuoto è stato il primo italiano a scendere sotto il minuto nei 100 m stile libero il 19 settembre 1950, e ha vinto più volte i campionati italiani di nuoto nello stile libero e nella staffetta. Ha conseguito la licenza di pilota di linea e di pilota di elicottero. Nel corso degli anni si è impegnato anche a sostenere e finanziare enti di beneficenza per bambini tra cui il Fondo Scholarship Spencer.

## Biografia

### Le origini
Carlo Pedersoli nacque a Napoli il 31 ottobre 1929 in una famiglia benestante di origine bresciana, da Rosa Facchetti, di Chiari in Provincia di Brescia, e da Alessandro Pedersoli, napoletano, ma originario di Breno in Provincia di Brescia, nel rione di Santa Lucia, precisamente in via Generale Giordano Orsini, al civico 40, come ricorderà più volte, nello stesso palazzo dello scrittore Luciano De Crescenzo (di un anno più grande di lui) con cui nel 1935 iniziò a frequentare le scuole elementari nella sua città, ottenendo buoni risultati. Pochi anni più tardi, il 28 giugno 1934, nacque la sorella minore di Carlo, Vera Pedersoli. Si appassionò a diversi sport, in particolare al nuoto, per il quale dimostrò una grande predisposizione, vincendo subito alcuni premi.
Nel 1940 Pedersoli lasciò Napoli insieme alla famiglia per motivi legati al lavoro del padre e si trasferì a Roma, dove iniziò le scuole superiori ed entrò a far parte di un circolo di nuoto. Dopo essersi diplomato al liceo scientifico con il massimo dei voti, non ancora diciassettenne, si iscrisse al corso di laurea in Chimica presso l'Università degli Studi di Roma "La Sapienza". Nel gennaio del 1947 la famiglia si trasferì nuovamente, questa volta in Sud America, e Pedersoli fu quindi obbligato ad abbandonare gli studi. In Brasile lavorò presso il consolato italiano di Recife, in una catena di montaggio e come chimico (professione che gli valse il soprannome di el quimico), in Argentina come bibliotecario del River Plate, e in Uruguay come segretario dell'ambasciata italiana a Montevideo.

### Carriera sportiva

Carlo Pedersoli con la maglia della nazionale italiana nel 1952

Pedersoli tornò in Italia verso la fine degli anni quaranta dietro tesseramento della S.S. Lazio Nuoto; si affermò ai campionati italiani di nuoto nello stile libero e nelle staffette miste.
Nei 100 m stile libero è nella storia per essere il primo italiano a essere sceso sotto il minuto netto, 59"5 nel 1950 sia a Salsomaggiore in vasca da 25 metri, sia a Vienna, primato poi da lui stesso superato nel 1951 a Genova con il tempo di 58"9.
Praticò anche il pugilato e fu, estemporaneamente, rugbista nel ruolo di seconda linea: le cronache dell'epoca riferiscono del sedicenne Pedersoli schierato, l'8 dicembre 1945, in un'amichevole contro l'Amatori Lazio nelle file della squadra del collegio San Gabriele ai Parioli e, nonostante la sconfitta, giudicato tra i migliori in campo.
Nel 1949 esordì in nazionale di nuoto e l'anno seguente fu convocato per i campionati europei di Vienna dove nuotò in due finali, quinto nei 100 m e quarto con la staffetta 4 × 200 m. Nel 1951 ai Giochi del Mediterraneo di Alessandria d'Egitto vinse due medaglie internazionali nel nuoto: secondo sia nei 100 m, sia con la 3 × 100 m mista.
Ripresi nel frattempo gli studi, Pedersoli si reiscrisse all'università di Roma migrando alla facoltà di Giurisprudenza. Superati i sessant'anni diede anche alcuni esami alla facoltà di sociologia anche se non terminò tale corso di laurea.
Il suo fisico massiccio e imponente venne tuttavia notato dall'ambiente cinematografico. Il suo esordio avvenne nel 1950 nel film di Camillo Mastrocinque Quel fantasma di mio marito, nel ruolo di un nuotatore impegnato in piscina nel salvataggio di una bagnante; poi nella grande produzione hollywoodiana Quo vadis, un peplum del 1951 nel quale impersonò una guardia dell'Impero romano. In seguito continuò occasionalmente a recitare in piccole parti, la più nota delle quali fu quella nel film di Mario Monicelli Un eroe dei nostri tempi, che lo vide contrapposto ad Alberto Sordi nei panni di Fernando, fidanzato manesco e nerboruto della giovane Marcella (interpretata da Giovanna Ralli). Nel 1954 figurò, insieme a Raf Vallone, tra gli interpreti di Siluri umani, film di guerra che rievoca alcuni aspetti particolari della guerra sul mare.
Contemporaneamente gareggiò per i colori italiani ai Giochi della XV Olimpiade di Helsinki nel 1952 la gara dei 100 m stile libero, classificandosi al nono posto. Nel 1955 venne convocato ai Giochi del Mediterraneo di Barcellona come pallanuotista, e in quell'occasione vinse con la nazionale la medaglia d'oro. Nello stesso anno conquistò con la Lazio il campionato nazionale indoor. L'anno dopo partecipò ai Giochi della XVI Olimpiade a Melbourne in cui nei 100 m stile libero giunse ancora fino alla semifinale. Dopo i Giochi olimpici, insieme ad altri promettenti atleti, venne invitato alla Yale University, dove trascorse alcuni mesi negli Stati Uniti, ottenendo il suo record personale nei 100 m stile libero.

### Carriera cinematografica e televisiva
Dopo le Olimpiadi di Melbourne, Pedersoli decise di dare una svolta alla sua vita e ritornò in Sud America, luogo cui era rimasto legato. Per nove mesi lavorò alle dipendenze di un'impresa statunitense impegnata nella costruzione della strada di collegamento tra Panama e Buenos Aires (la celebre Panamericana) nel tratto tra il Venezuela e la Colombia. Dirà più tardi che quella vita tanto dura gli fece "ritrovare se stesso, nei limiti e nelle potenzialità". Era giunto a Caracas alla fine di dicembre 1957 ed assistette in prima persona al putsch condotto dal generale Wolfgang Larrazábal, il 23 gennaio 1958, da lui definita "il prolungamento dei botti di capodanno", ironizzando sul rumore degli spari uditi per le vie della capitale venezuelana, come lo stesso Pedersoli raccontò in un'intervista alla televisione di stato tedesca ZDF nel settembre 1983. Conclusa questa esperienza passò alle dipendenze dell'Alfa Romeo di Caracas, nella quale lavorò fino al 1960 e con cui disputò, come pilota, la Caracas-Maracaibo. Nel frattempo partecipò con la squadra venezuelana di nuoto a numerose gare nazionali e internazionali.
Nello stesso anno tornò in Italia e partecipò alle Olimpiadi di Roma 1960. Il 25 febbraio 1960, presso la chiesa di San Giovanni a Porta Latina, sposò Maria Amato, conosciuta ben quindici anni prima. Il padre della moglie era il produttore cinematografico Giuseppe Amato, ma inizialmente Carlo non sembrò interessato al grande schermo; ciò nonostante firmò un contratto con l'etichetta musicale RCA, scrivendo i testi per noti cantanti italiani, come Ornella Vanoni e Nico Fidenco, e anche qualche colonna sonora.
L'anno seguente, nel 1961, nacque Giuseppe, il primo figlio, al quale seguì nel 1962 Cristiana. Nel 1964 il suo contratto con la RCA scadde e il suocero morì. La situazione spinse Pedersoli a cambiare attività, diventando un produttore di documentari per la Rai. Nel giugno 1967 Giuseppe Colizzi, amico di suo suocero, si rivolse alla moglie di Pedersoli per sapere se la corporatura di suo marito fosse rimasta quella di qualche anno prima e gli offrì un ruolo in un film che accettò dopo qualche esitazione. Pedersoli raccontò infatti di esser prima indeciso (fu la moglie a convincerlo) e, poi, di avere inizialmente rifiutato la parte a causa della paga offerta di solo un milione di lire, di fronte alla sua richiesta di 4 milioni di lire dovuta a due cambiali in scadenza.
Anche il colloquio con il regista non andò particolarmente bene: non si faceva ancora crescere la barba, non parlava inglese (ma conosceva lo spagnolo) e non sapeva andare a cavallo. Nonostante questo il regista non riuscì a trovare nessuno con la sua struttura fisica, pertanto dopo qualche tempo lo richiamò e gli offrì la parte alle condizioni che Pedersoli aveva richiesto. Sul set conobbe il suo compagno di lavoro, un altro giovane attore con al suo attivo varie pellicole ma in ruoli secondari e sconosciuto al grande pubblico, Mario Girotti, il futuro inseparabile compagno, meglio noto come Terence Hill. Il film Dio perdona... io no! fu la prima pellicola della coppia, diventata poi nel tempo inossidabile per questo genere di produzioni.
L'incontro con Girotti fu un caso del tutto fortuito. Come raccontato da entrambi gli attori, il coprotagonista del film, inizialmente, avrebbe dovuto essere Peter Martell. La sera prima della partenza per Almería, in Spagna (il film si girava nel Deserto di Tabernas), Martell, in un litigio con la fidanzata, le sferrò un calcio che, schivato dalla donna, procurò la frattura del piede destro all'attore. Il regista dovette in fretta tornare a Roma per selezionare il sostituto di Martell e la scelta cadde su Girotti, che aveva appena smesso di girare un film western con Rita Pavone (Little Rita nel West) su consiglio del regista di quel film, Ferdinando Baldi. Già dal primo film i due attori parvero al regista "perfettamente complementari", tanto da scritturarli nei seguenti due film I quattro dell'Ave Maria (1968) e La collina degli stivali (1969), secondo una testimonianza dei due attori durante una puntata del programma Domenica in trasmesso nel 1983 su Rai 1.
Ai due attori venne consigliato, per le presentazioni in locandina, di cambiare i propri nomi, considerati "troppo italiani" per un film western e per fare colpo a livello internazionale; inoltre, questa trovata avrebbe reso più appetitose le opere e i personaggi interpretati. Carlo Pedersoli creò quindi il suo pseudonimo, ovvero Bud Spencer, in omaggio all'attore Spencer Tracy e giocando con ironia sul nome della birra Budweiser, commercializzata in Italia come "Bud".
Sua figlia, Cristiana, in un'intervista trasmessa su Rai 1 il 18 luglio 2020, dichiarò che il nome "Bud", che in inglese significa bocciolo o germoglio, lo aveva scelto anche come contrapposizione alle sue grandi dimensioni fisiche, mentre Mario Girotti scelse il suo da una lista di venti nomi inventati. Bud e Terence girarono insieme diciotto film, sedici dei quali come coppia protagonista: in Annibale (1959), Bud e Terence recitarono infatti in scene separate senza mai incontrarsi sul set, mentre ne Il corsaro nero (1971) l'interprete principale fu solo Terence e a Bud venne riservata una parte minore in un ruolo da cattivo.

#### La notorietà nel mondo e il lungo sodalizio con Terence Hill
(Da un tweet del ministro della giustizia tedesco Heiko Maas ripubblicato e quindi tradotto da la Repubblica - 27 giugno 2016)

Bud Spencer mentre assesta il suo classico "piccione" (il pugno a martello dall'alto verso la testa o la spalla del malcapitato di turno) al cascatore Giovanni Cianfriglia in una scena del film ...altrimenti ci arrabbiamo! (1974)

Girolamo (Amidou) e Doc (Bud Spencer) nella scena finale del film Occhio alla penna (1981)

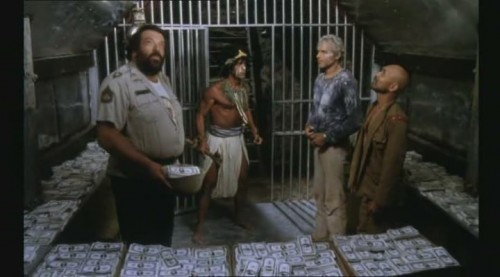
Da sinistra: Bud Spencer, Sal Borgese, Terence Hill e John Fujioka in Chi trova un amico trova un tesoro (1981).

Bud Spencer e Terence Hill in una scena del film Miami Supercops (I poliziotti dell'8ª strada) (1985)

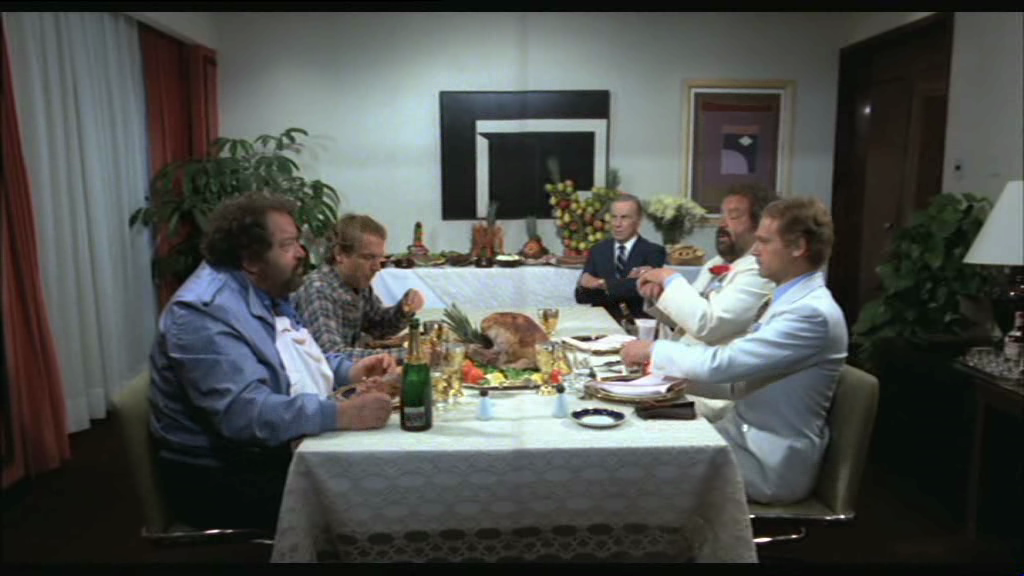
Bud Spencer e Terence Hill durante una caratteristica abbuffata in Non c'è due senza quattro (1984)

Nel 1969 interpretò il ruolo di Mesito nel film Un esercito di 5 uomini, diretto da Italo Zingarelli e sceneggiato da Dario Argento.
Nel 1970 la coppia girò lo spaghetti-western Lo chiamavano Trinità..., per la regia di E.B. Clucher (pseudonimo di Enzo Barboni), diventato nel tempo un vero e proprio film di culto del cinema, non solo in Italia: in particolare in Germania riscosse un grandissimo successo. Anche questo film ebbe delle vicissitudini all'inizio, perché l'idea - che poi si sarebbe rivelata vincente - di Barboni, di sostituire i duelli e le sparatorie dei western classici con delle scazzottate, che "avevano lo scopo di suscitare le risa della platea, composta da persone comuni che avevano bisogno di divertirsi e di evadere al termine d'una dura settimana lavorativa", come affermò il figlio del regista in un'intervista del 2004, venne rifiutata dalla gran parte dei produttori. Una volta trovato il produttore, la scelta della coppia di attori cadde inizialmente su Pedersoli e su Franco Nero, o in alternativa su Giuliano Gemma, entrambi, però, già scritturati in altri film. Fu così lo stesso Pedersoli a proporre al regista la candidatura di Girotti. L'anno seguente arrivò la consacrazione definitiva con il seguito del film ...continuavano a chiamarlo Trinità, sempre con la regia di E.B. Clucher, che riuscì a replicare il successo al botteghino in tutta Europa, elevando Bud e Terence al rango di stelle internazionali. Va sottolineato che, anche per gli attori, all'inizio quel film non parve rivestire il "punto di svolta" della loro carriera, stando a quanto affermò Cristiana Pedersoli in un'intervista del 2019, tanto che Pedersoli stesso accettò di girarlo perché "era divertente più di quello girato l'anno precedente dallo stesso Zingarelli" (Un esercito di 5 uomini) e che Girotti dopo aver sottoposto il copione alla moglie che si mise a ridere divertita consigliando di "attenuare la serietà del film girato da Ferdinando Baldi" (Preparati la bara!) e che, per di più, entrambi gli attori, incuriositi dell'accoglienza del pubblico, presero visione, in incognito, della proiezione del film in una sala cinematografica alla fine di dicembre del 1970.
Bud Spencer sperimentò anche altri generi cinematografici: il thriller, lasciandosi dirigere da Dario Argento in 4 mosche di velluto grigio (1971), e il dramma di denuncia civile con Gott mit uns (Dio è con noi) (1970) di Giuliano Montaldo e Torino nera (1972) di Carlo Lizzani, ma il successo fu sicuramente minore rispetto alla popolarità internazionale che riguardava le pellicole che lo accoppiavano a Terence Hill. Nel 1972 nacque Diamante, la terza figlia di Bud, che diverrà anch'ella attrice, lavorando col nome d'arte di Diamy Spencer insieme al padre in Superfantagenio (1986) di Bruno Corbucci e Un piede in paradiso (1991) di E.B. Clucher.
Nel 1973 interpretò Piedone lo sbirro, cui seguirono Piedone a Hong Kong (1975), Piedone l'africano (1978) e Piedone d'Egitto (1980): questa tetralogia nacque da una sua stessa idea e lo vide protagonista assoluto (senza quindi la compagnia dell'amico Terence) per la regia di Steno, famoso maestro della commedia all'italiana. 
Negli stessi anni il collaudato sodalizio con Hill proseguì il proprio cammino trionfale, girando pellicole come ...più forte ragazzi! (1972), ...altrimenti ci arrabbiamo! e Porgi l'altra guancia (ambedue del 1974), che si piazzarono immancabilmente ai primi posti delle classifiche dei film più visti nelle sale cinematografiche italiane.
Sei anni dopo il successo dei due Trinità, Bud e Terence tornarono ad essere diretti da E.B. Clucher in I due superpiedi quasi piatti (1977), riscuotendo ancora una volta un ottimo successo di pubblico: pertanto, girarono altri due film insieme, Pari e dispari (1978) di Sergio Corbucci e Io sto con gli ippopotami (1979) di Italo Zingarelli. Nello stesso anno Bud ricevette il premio Jupiter come attore più popolare in Germania, e si cimentò anche nel genere fantascientifico con Uno sceriffo extraterrestre... poco extra e molto terrestre, per la regia di Michele Lupo. Nel 1981 tornò al genere western a quasi dieci anni dall'ultima esperienza con la pellicola Occhio alla penna. Dopo la breve parentesi con il western, tornò in coppia con Terence Hill per girare altre quattro pellicole di successo: Chi trova un amico trova un tesoro (1981) di Sergio Corbucci, Nati con la camicia (1983) e Non c'è due senza quattro (1984) entrambi diretti ancora una volta da E.B. Clucher e Miami Supercops (I poliziotti dell'8ª strada) (1985) diretto da Bruno Corbucci.
Da solo, Bud Spencer riscosse un grande successo con la serie televisiva Big Man (1988).

#### Gli ultimi lavori

Terence Hill e Bud Spencer in una scena di Botte di Natale del 1994

Philip Michael Thomas e Bud Spencer in una scena di Noi siamo angeli (1997)

Tra il 1991 e il 1993 divenne protagonista della serie Detective Extralarge, serie che vinse il Telegatto come miglior telefilm italiano della stagione.
Nel 1994, nove anni dopo Miami Supercops, l'ultimo film insieme a Terence Hill, la coppia si ricompose senza troppa fortuna sul set di Botte di Natale, un western diretto dallo stesso Terence Hill.
Nel 1997 fu in un'altra serie televisiva, Noi siamo angeli, prodotta per Rai 1 da suo figlio Giuseppe e, contemporaneamente, apparve in un cameo in Fuochi d'artificio di Leonardo Pieraccioni.
Nel 1999, pochi giorni dopo la vittoria dell'Oscar del film di Roberto Benigni La vita è bella, la rivista statunitense TIME, sulla scia dell'evento, pubblicò una classifica degli «attori italiani più famosi del mondo» in cui Bud Spencer figurava primo davanti a Terence Hill secondo.
Nonostante tale riconoscimento, non mancò in più occasioni di sottolineare l'indifferenza ricevuta da parte della critica cinematografica italiana: «in Italia io e Terence Hill semplicemente non esistiamo, nonostante la grande popolarità che abbiamo anche oggi tra i bambini e i più giovani. Non ci hanno mai dato un premio, non ci invitano neppure ai festival».
Sempre per il cinema, prese parte alle produzioni spagnole Al limite (1997) e Figli del vento (2000), a quella australiana Tre per sempre (1998) e a quella tedesca Tesoro, sono un killer (2009), tornando a lavorare in Italia con la partecipazione al film di Ermanno Olmi Cantando dietro i paraventi (2003), che gli permise di dimostrare anche le sue qualità di attore drammatico, e come protagonista del film TV Padre Speranza (girato nel 2001), pilota di una serie poi mai realizzata mandato in onda su Rai 2 nel 2005, e della serie televisiva di Canale 5 I delitti del cuoco (2010). Ha inoltre partecipato nel 2007 a uno spot di Natale per la Melegatti, impersonando Babbo Natale, e nel 2009 a uno per la banca spagnola Bancaja. Insieme a Terence Hill, il 7 maggio 2010 ha ricevuto il David di Donatello alla carriera dopo essere stato pubblicamente lodato dal regista Ermanno Olmi.

### Morte
(Estratto di un'intervista a Bud Spencer nel 2014)

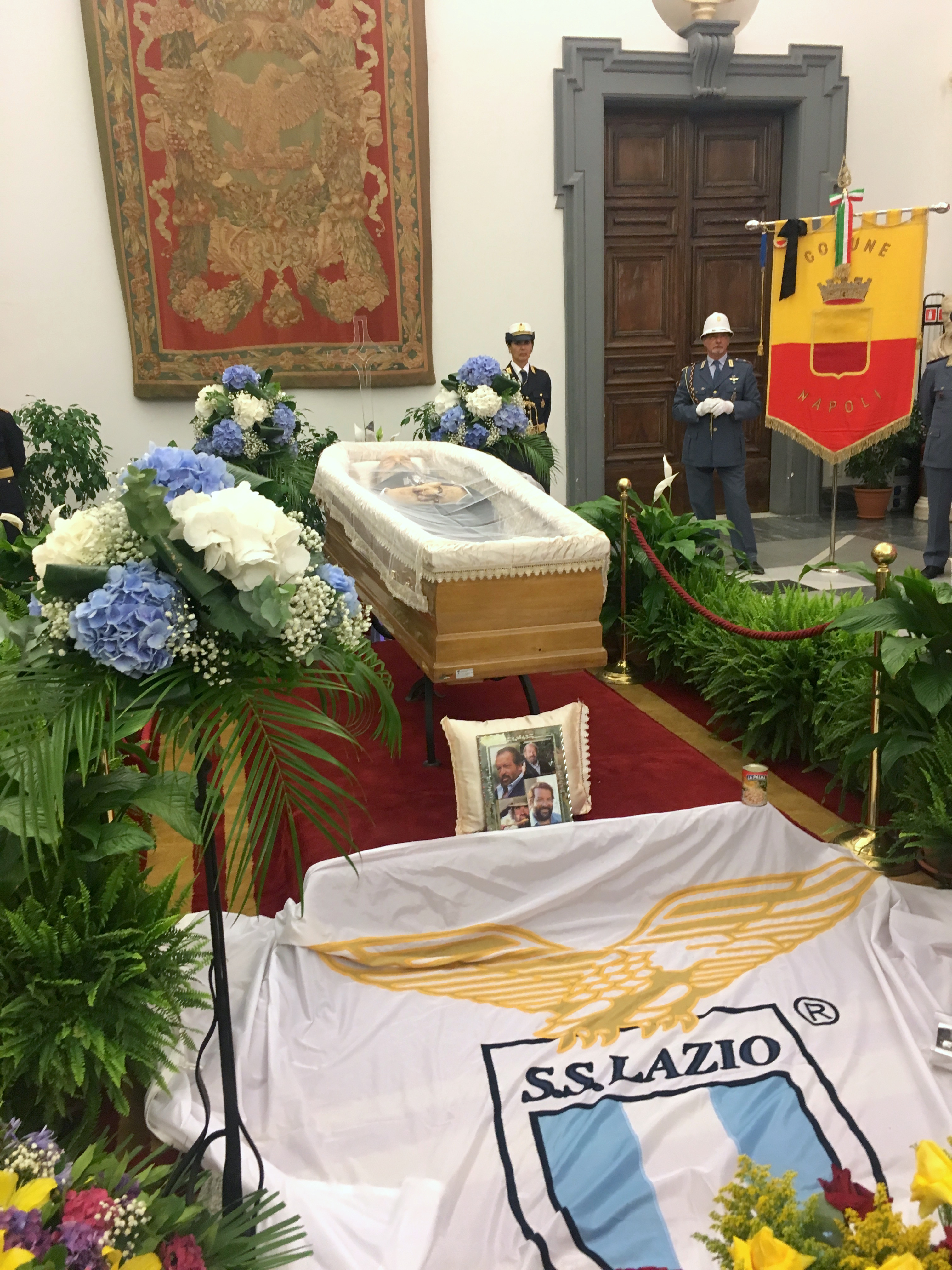
La camera ardente in Campidoglio, a Roma

Bud Spencer è morto il 27 giugno 2016, all'età di 86 anni, nella sua abitazione romana a causa di una serie di complicazioni derivate da una caduta in casa. La sua morte è stata annunciata dal figlio Giuseppe così: «Papà è volato via serenamente alle 18:15. Non ha sofferto, aveva tutti noi accanto e la sua ultima parola è stata "grazie"». Il 29 giugno è stata allestita la camera ardente presso la sala della Protomoteca nel Palazzo Senatorio in Campidoglio. Le esequie si sono svolte il 30 giugno nella Chiesa degli artisti; all'uscita del feretro dalla chiesa, al termine del funerale, amici e ammiratori hanno cantato la canzone Dune Buggy (colonna sonora del film ...altrimenti ci arrabbiamo!).
È sepolto nel cimitero del Verano, a Monte Portonaccio, di fronte al secondo gradone, cappella V.

Nei giorni seguenti le reti Rai e Mediaset hanno adattato il palinsesto televisivo per rendere omaggio all'attore. La notizia della sua morte ha suscitato notevole clamore e messaggi di cordoglio in Italia e nel resto del mondo. Due anni dopo, nel 2018, la Fondazione Italia USA gli ha attribuito presso la Camera dei deputati il Premio America alla memoria.

## Vita privata

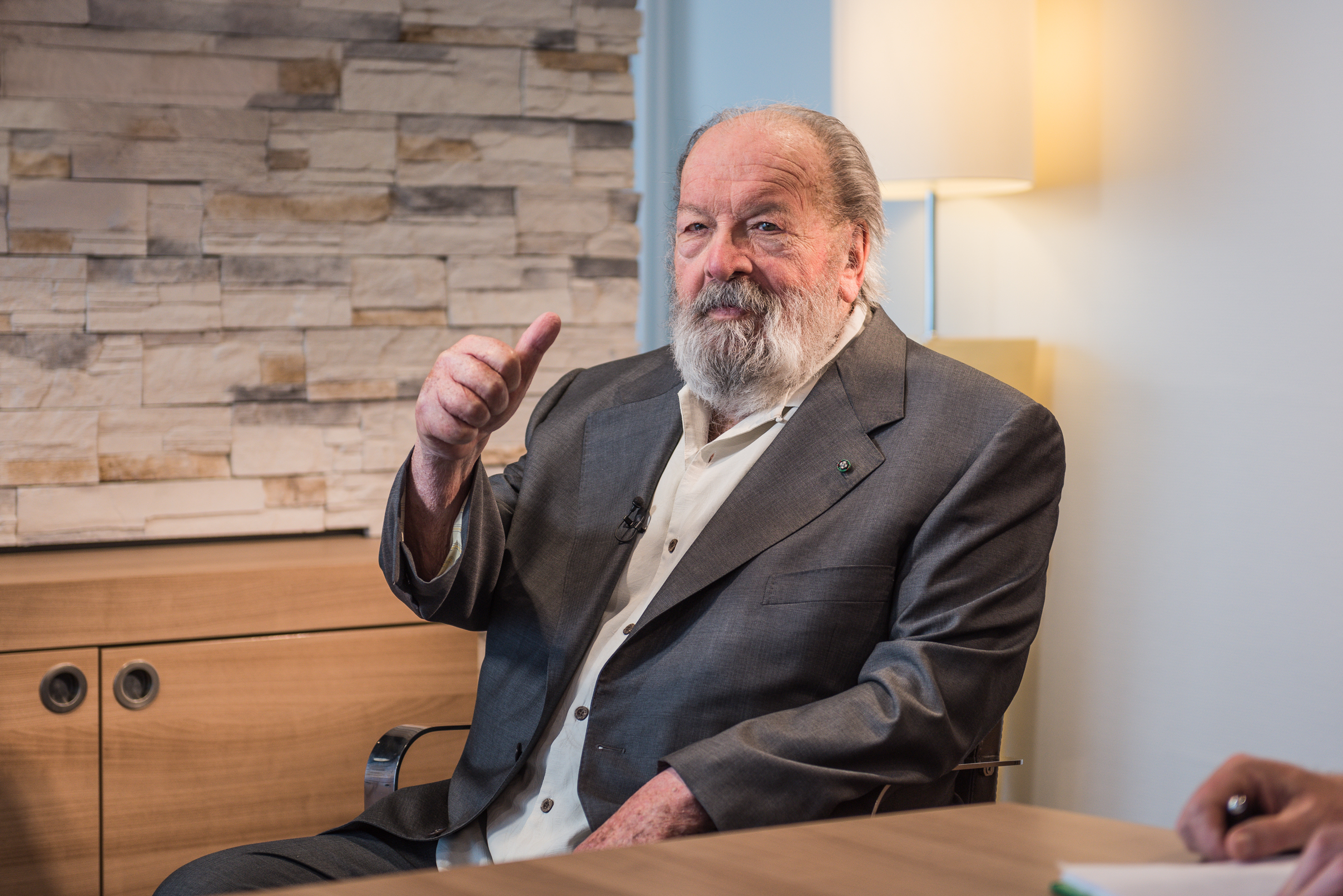
Bud Spencer nel 2015 a Berlino

Parallelamente al cinema, Spencer portò avanti le sue passioni, fra le quali anche quella del volo; nel 1975 conseguì la licenza di pilota di elicottero per l'Italia, la Svizzera e gli Stati Uniti. Il primo volo effettuato da Carlo Pedersoli, si ebbe sul set di ...più forte ragazzi!: Bud, dopo aver visto in diverse scene lo stuntman-pilota effettuare le manovre, su propria iniziativa e lasciando tutti di stucco spiccò il volo con l'aereo manovrando i comandi da solo e senza aiuti. Lo stesso Bud Spencer ricorderà il terrore del produttore in quei momenti. L'atterraggio, "a quaglia" (cioè effettuato a "balzi" sulla pista fino a fermarsi), fortunatamente riuscì. In seguito a quest'esperienza Carlo Pedersoli coltiverà la passione per il volo: possedeva infatti il brevetto sia per l'elicottero, con cui collezionò 1 000 ore di volo, sia per gli aerei, con cui volò per 2 000 ore e che ha continuato a pilotare fino alla sua morte.
Nel 1976 Bud Spencer lanciò una linea di jeans. Nel 1981 fu tra i soci fondatori della compagnia aerea Mistral Air, poi diventata di proprietà di Poste italiane. In merito ha dichiarato: «Era una compagnia molto piccola, con appena tre aeroplani. Di fatto, l'avventura durò poco perché non la potevo supportare». Da non dimenticare è anche l'amore per la musica; nonostante egli avesse dichiarato più volte di non saper suonare alcuno strumento musicale, nel 1977 scrisse alcune canzoni per il suo film Lo chiamavano Bulldozer insieme ai fratelli Guido e Maurizio De Angelis (in arte Oliver Onions), delle quali una venne da lui stesso interpretata durante il film. Nel gennaio del 2007 la Federazione Italiana Nuoto (FIN) concesse a Carlo Pedersoli i brevetti di allenatore di nuoto e pallanuoto, iscrivendolo all'Associazione Nazionale Tecnici di nuoto. Nel 2010 pubblicò la sua biografia ufficiale, intitolata Altrimenti mi arrabbio: la mia vita, scritta assieme a Lorenzo De Luca, già sceneggiatore in tre delle sue serie televisive, e curata dal biografo David De Filippi.
Nel 2011 pubblicò la seconda parte della biografia espressamente per il mercato tedesco, scrivendola nuovamente con Lorenzo De Luca. Nel 2014 apparve il suo terzo libro, Mangio ergo sum, in cui mescola filosofia e gastronomia, scritto nuovamente a quattro mani con De Luca, edito da NPE, con prefazione dell'amico Luciano De Crescenzo. Come spiegò in un'intervista uscita su Il Messaggero del 27 novembre 2014, il libro nacque dalla sua «sincera passione per il cibo e per la filosofia»: «Adoro mangiare e per questo non ho mai seguito una dieta, nonostante sia arrivato a pesare anche 156 kg. Inoltre, mi sono sempre dilettato nella lettura dei filosofi: da Platone ad Aristotele, da Cartesio a Kant. Nel libro mi immagino costretto dal medico a stare a stecchetto per un paio di settimane, un vero calvario! La sera, mentre mi rigiro nel letto per colpa della fame, mi vengono a trovare i maggiori filosofi per un dialogo divertente, ma allo stesso tempo profondo. Il titolo è un chiaro riferimento a Cartesio, che ha rivoluzionato la storia del pensiero dicendo "cogito ergo sum", ovvero "penso, dunque sono". Ma io credo che sarebbe più corretto affermare: "Mangio, dunque sono", perché non solo siamo quello che mangiamo, ma se non mangiamo non siamo e non pensiamo».
Sapeva parlare sei lingue: italiano, inglese, spagnolo, francese, portoghese e tedesco; tuttavia nei film venne quasi sempre doppiato, salvo rare eccezioni.
Carlo Pedersoli, durante la sua carriera giovanile nel mondo del nuoto, aveva praticato anche lotta greco-romana e pugilato. Era anche un grande appassionato di calcio, tifoso del Napoli e simpatizzante della Lazio.

## Politica
Dichiaratamente schierato a destra, Bud Spencer si candidò alle elezioni regionali in Italia del 2005 nel Lazio nelle liste di Forza Italia, a sostegno del presidente uscente Francesco Storace, raccogliendo 4 896 voti, che non gli valsero un seggio (a vincere le elezioni fu il candidato dell'Unione Piero Marrazzo). Alle elezioni comunali a Roma del 2013 sostenne attivamente la candidatura di sua figlia Cristiana con Il Popolo della Libertà (partito che poi decise di ri-candidare il sindaco uscente Gianni Alemanno, il quale fu sconfitto dallo sfidante del centro-sinistra Ignazio Marino).

## Palmarès

### Palmarès da nuotatore
| Giochi olimpici          | 100 m st. libero         | 4×200 m st. libero                          |
| 1952 Helsinki Finlandia  | elim. in semifinale 58"9 | elim. in batteria – 9'17"9 frazione: 2'17"5 |
| 1956 Melbourne Australia | elim. in semifinale 59"0 | -                                           |
| Campionati europei       | 100 m st. libero         | 4×200 m st. libero                          |
| 1950 Vienna Austria      | 5º 1'01"2                | 4º 9'33"5                                   |
| Giochi del Mediterraneo  | 100 m st. libero         | 3×100 m mista                               |
| 1951 Alessandria Egitto  | Argento 59"9             | Argento: 3'23"0                             |

#### Campionati italiani
Sette titoli individuali e quattro in staffetta, così ripartiti:
- Sette nei 100 m stile libero
- Uno nella staffetta 4×200 m stile libero
- Due nella staffetta 3×100 m mista
- Uno nella staffetta 4×100 m mista

nd = non disputata
| Anno | Edizione    | st.libero 100 m | st.libero 4×100 m | st.libero 4×200 m | mista 3×100 m | mista 4×100 m |
| ---- | ----------- | --------------- | ----------------- | ----------------- | ------------- | ------------- |
| 1949 | Estivi      | 1               | nd                | -                 | 1             | nd            |
| 1950 | Estivi      | 1               | nd                | 1                 | 1             | nd            |
| 1951 | Estivi      | 1               | nd                | -                 | -             | nd            |
| 1952 | Estivi      | 1               | nd                | -                 | 2             | nd            |
| 1953 | Estivi      | 1               | nd                | -                 | nd            | 1             |
| 1955 | Primaverili | -               | 2                 | nd                | nd            | 2             |
| 1955 | Estivi      | 2               | nd                | -                 | nd            | -             |
| 1956 | Primaverili | 1               | nd                | -                 | nd            | -             |
| 1956 | Estivi      | 1               | nd                | 3                 | nd            | 3             |
| 1957 | Estivi      | 2               | nd                | -                 | nd            | -             |

### Palmarès da pallanuotista
- Giochi del Mediterraneo

1955 Barcellona -  Spagna:  Oro, 3 vittorie 0 sconfitte

## Filmografia

Bud Spencer in Al di là della legge (1968) senza la sua caratteristica barba

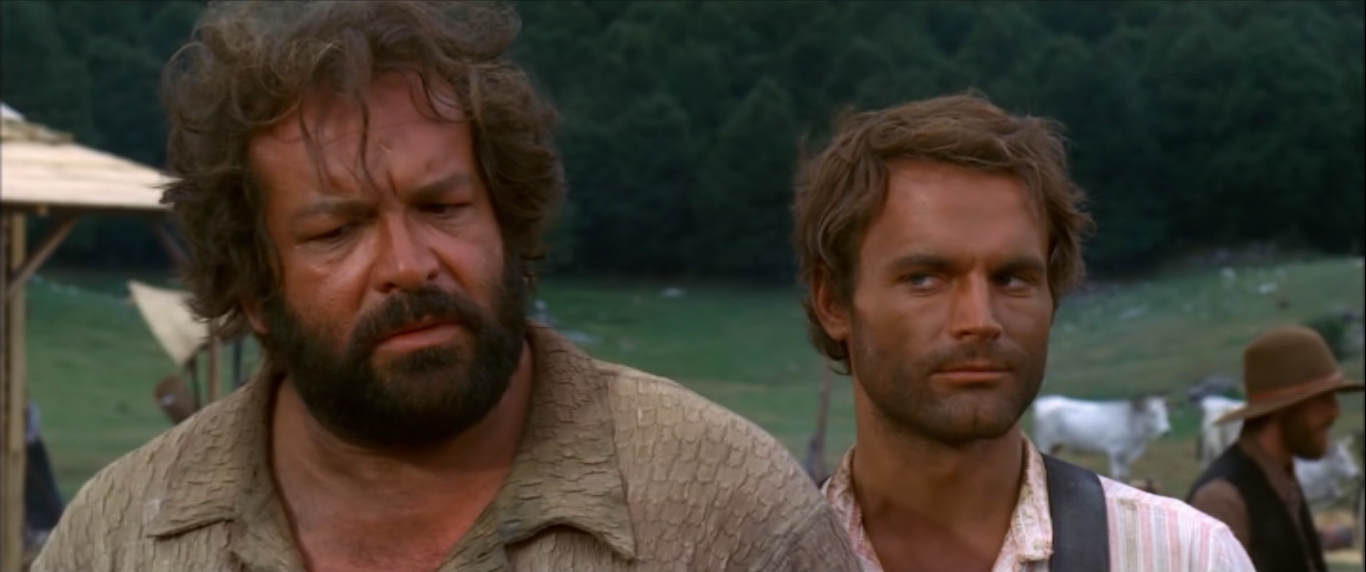
Bud Spencer e Terence Hill in Lo chiamavano Trinità... (1970)

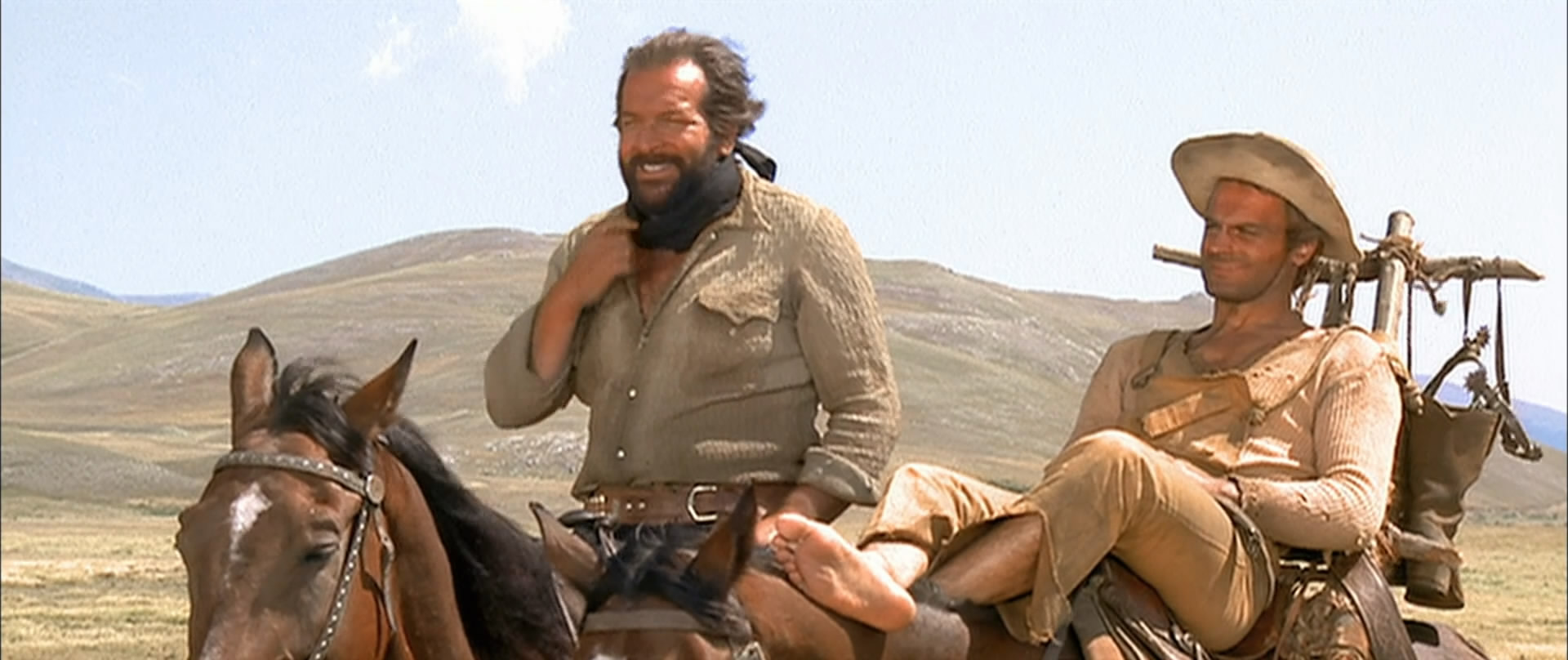
Bud Spencer e Terence Hill in ...continuavano a chiamarlo Trinità (1971)

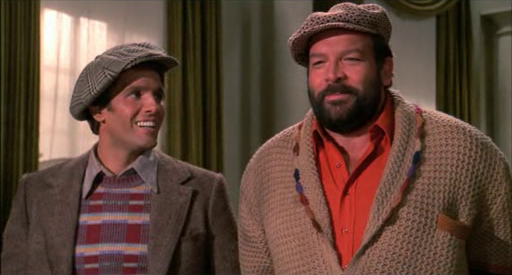
Giuliano Gemma e Bud Spencer in una scena del film Anche gli angeli mangiano fagioli (1973)

Bud Spencer in Pari e dispari (1978)

Bud Spencer in una scena del film Lo chiamavano Bulldozer (1978)

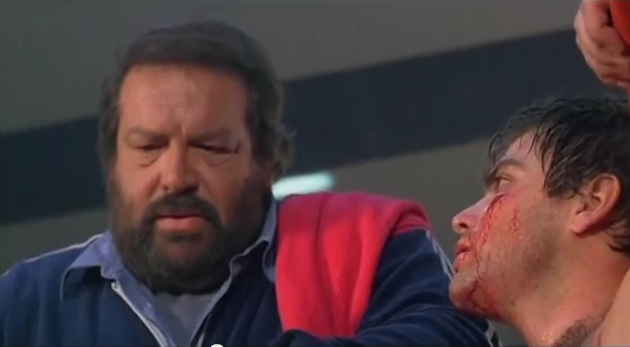
Bud Spencer e Stefano Mingardo in Bomber (1982)

### Cinema

#### Come Carlo Pedersoli
- Quel fantasma di mio marito, regia di Camillo Mastrocinque (1950) – non accreditato
- Quo vadis, regia di Mervyn LeRoy (1951) – non accreditato
- Siluri umani, regia di Antonio Leonviola (1954)
- Un eroe dei nostri tempi, regia di Mario Monicelli (1955)
- Addio alle armi, regia di Charles Vidor (1957) – non accreditato
- Il cocco di mamma, regia di Mauro Morassi (1958)
- Annibale, regia di Carlo Ludovico Bragaglia ed Edgar G. Ulmer (1959)

#### Come Bud Spencer
- Dio perdona... io no!, regia di Giuseppe Colizzi (1967)
- Oggi a me... domani a te, regia di Tonino Cervi (1968)
- Al di là della legge, regia di Giorgio Stegani (1968)
- I quattro dell'Ave Maria, regia di Giuseppe Colizzi (1968)
- Un esercito di 5 uomini, regia di Italo Zingarelli (1969)
- La collina degli stivali, regia di Giuseppe Colizzi (1969)
- Gott mit uns (Dio è con noi), regia di Giuliano Montaldo (1970)
- Lo chiamavano Trinità..., regia di E.B. Clucher (1970)
- Il corsaro nero, regia di Lorenzo Gicca Palli (1971)
- ...continuavano a chiamarlo Trinità, regia di E.B. Clucher (1971)
- 4 mosche di velluto grigio, regia di Dario Argento (1971)
- Si può fare... amigo, regia di Maurizio Lucidi (1972)
- Torino nera, regia di Carlo Lizzani (1972)
- ...più forte ragazzi!, regia di Giuseppe Colizzi (1972)
- Una ragione per vivere e una per morire, regia di Tonino Valerii (1972)
- Anche gli angeli mangiano fagioli, regia di E.B. Clucher (1973)
- Piedone lo sbirro, regia di Steno (1973)
- ...altrimenti ci arrabbiamo!, regia di Marcello Fondato (1974)
- Porgi l'altra guancia, regia di Franco Rossi (1974)
- Piedone a Hong Kong, regia di Steno (1975)
- Il soldato di ventura, regia di Pasquale Festa Campanile (1976)
- Charleston, regia di Marcello Fondato (1977)
- I due superpiedi quasi piatti, regia di E.B. Clucher (1977)
- Piedone l'africano, regia di Steno (1978)
- Lo chiamavano Bulldozer, regia di Michele Lupo (1978)
- Pari e dispari, regia Sergio Corbucci (1978)
- Uno sceriffo extraterrestre... poco extra e molto terrestre, regia di Michele Lupo (1979)
- Io sto con gli ippopotami, regia di Italo Zingarelli (1979)
- Piedone d'Egitto, regia di Steno (1980)
- Chissà perché... capitano tutte a me, regia di Michele Lupo (1980)
- Occhio alla penna, regia di Michele Lupo (1981)
- Chi trova un amico trova un tesoro, regia di Sergio Corbucci (1981)
- Banana Joe, regia di Steno (1982)
- Bomber, regia di Michele Lupo (1982)
- Cane e gatto, regia di Bruno Corbucci (1983)
- Nati con la camicia, regia di E.B. Clucher (1983)
- Non c'è due senza quattro, regia di E.B. Clucher (1984)
- Miami Supercops (I poliziotti dell'8ª strada), regia di Bruno Corbucci (1985)
- Superfantagenio, regia di Bruno Corbucci (1986)
- Un piede in paradiso, regia di E.B. Clucher (1991)
- Botte di Natale, regia di Terence Hill (1994)
- Fuochi d'artificio, regia di Leonardo Pieraccioni (1997)
- Al limite, regia Eduardo Campoy (1997)
- Figli del vento, regia di José Miguel Juarez (2000)
- Cantando dietro i paraventi, regia di Ermanno Olmi (2003)
- Tesoro, sono un killer, regia di Sebastian Niemann (2009)

### Televisione
- Big Man – serie TV, 6 episodi (1988)
- Detective Extralarge – serie TV, 12 episodi (1991-1993)
- Noi siamo angeli – serie TV, 6 episodi (1997)
- Tre per sempre, regia di Franco Di Chiera – miniserie TV, 8 episodi (2001)
- Padre Speranza, regia di Ruggero Deodato – film TV (2005)
- Pane e olio, regia di Gianpaolo Sodano – film TV (2008)
- I delitti del cuoco – serie TV, 11 episodi (2010)

### Videoclip
- Come Bud Spencer e Terence Hill dei Controtempo (2010)[65]
- Let It Be dei Gyllene Tider

### Spot pubblicitari
- Maa Assicurazioni (1986-1987)
- Big Babol (1989)
- Lavazza (1994)
- Melegatti (2007)
- Bancaja (banca spagnola, 2009)

### Documentari
- L'urlo di Chen terrorizza ancora l'occidente - Dragonland di Lorenzo De Luca (2009)

## Citazioni e omaggi

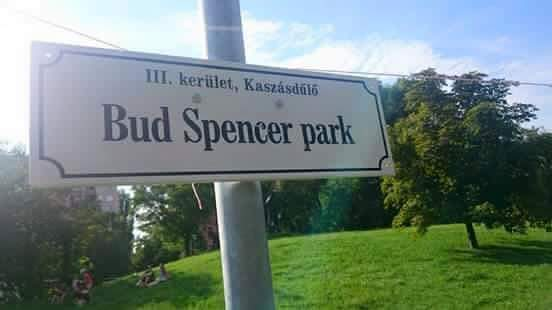
Segnale stradale del Bud Spencer Park a Budapest.

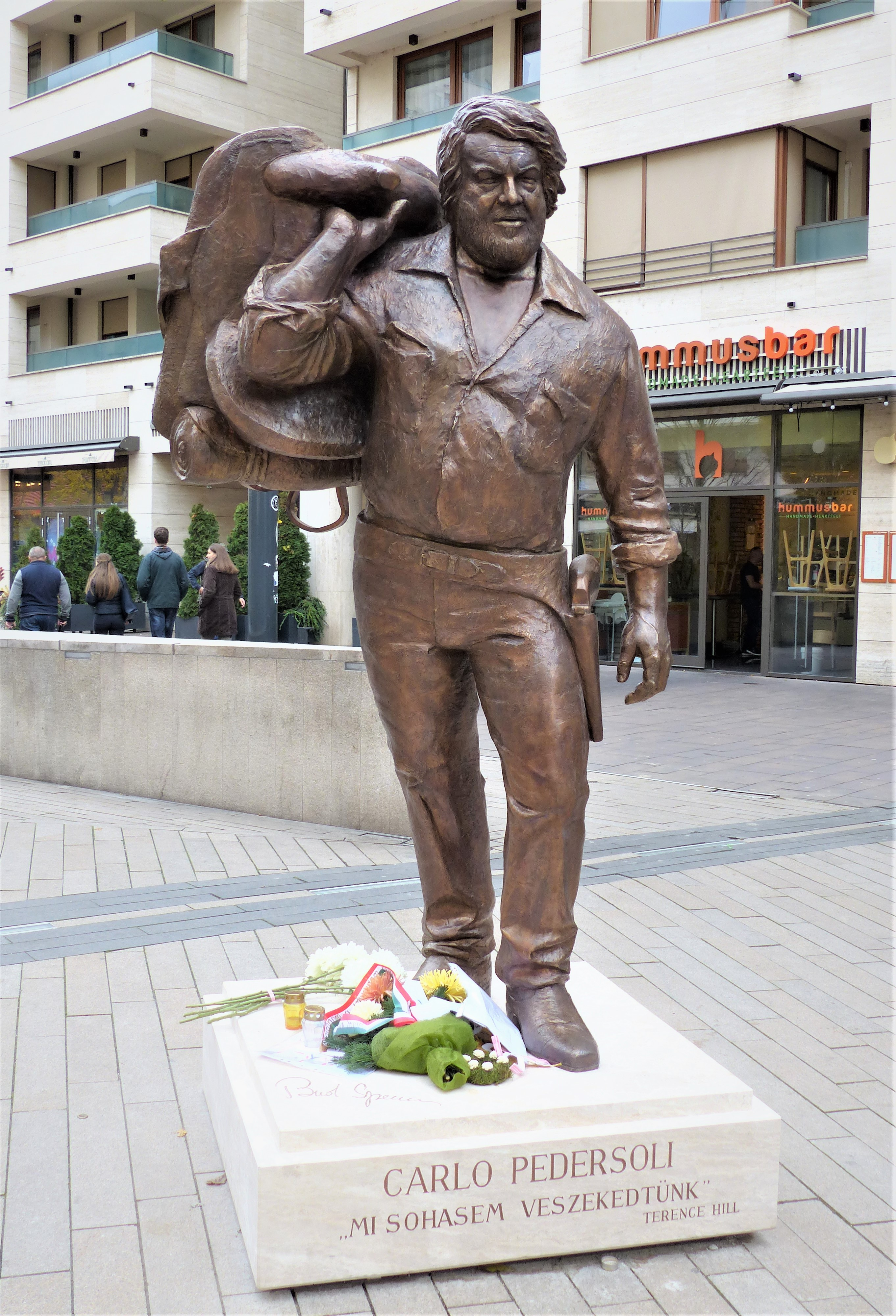
La statua dedicata a Bud Spencer a Budapest, sul finire di novembre del 2017. Sul basamento c'è scritto in ungherese "Non abbiamo mai litigato", frase pronunciata da Terence Hill.

- In suo onore è stata chiamata una pietanza a base di fagioli: i cosiddetti "fagioli alla Bud".[66][67]
- Ogni anno l'Associazione Teatro-CineMasone di Masone organizza assieme al museo Passatempo di Rossiglione il Bud & Terence Film Festival che prevede, oltre alla proiezione integrale dei film della coppia e all'esposizione di tutte le locandine originali, una cena di congedo a base di birra, salsicce e fagioli.[68][69][70]
- L'etichetta discografica indipendente tedesca Sunny Bastards ha pubblicato l'album tributo A Street Tribute to Bud Spencer & Terence Hill. Nell'album diverse band, soprattutto punk e Oi!, reinterpretano le canzoni dei film del duo.[71]
- Il gruppo rock italiano Bud Spencer Blues Explosion si chiama così in suo onore, così come i Spencer & Hill, gruppo electro house tedesco.[72]
- In Germania è stato coniato il verbo sich budspenceren, traducibile in italiano come "picchiare come Bud Spencer".[39]
- La Miniatur Wunderland di Amburgo ha onorato Bud Spencer con una targa commemorativa con il volto dell'attore e la scritta «Grazie Carlo» nella sezione dedicata a Roma.[73]
- Nel 2007 riceve simbolicamente le chiavi del Comune di Rotondella (MT) dal Sindaco Vito Agresti sul "Balcone dello Jonio"

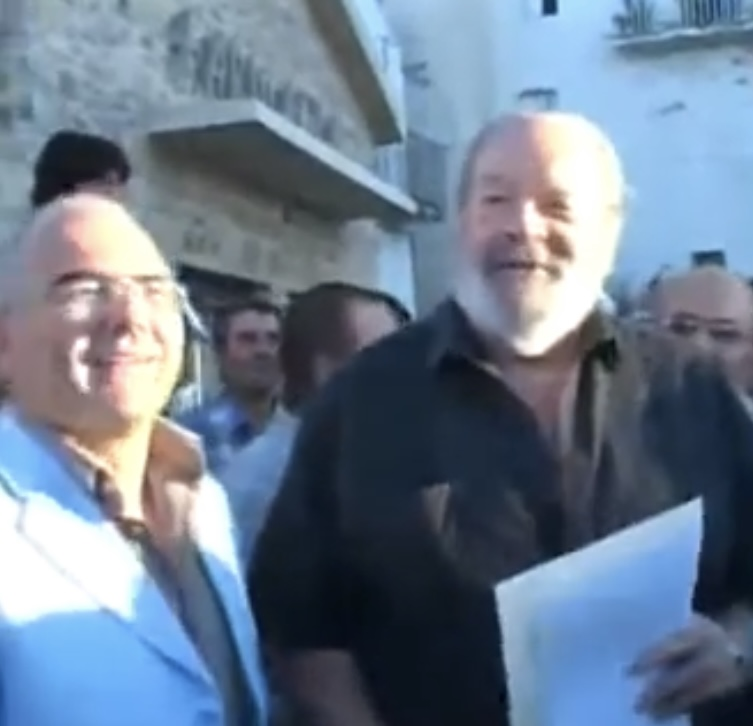
Bud Spencer riceve le chiavi di Rotondella, piccolo borgo in Provincia di Matera, dal Sindaco nel 2007

- Nel 2011 il gruppo emiliano Controtempo dedica a lui e a Terence Hill il singolo Come Bud Spencer e Terence Hill, nel cui filmato musicale recitano entrambi, anche se mai insieme.[65]
- Nel luglio 2016 il Partito Ungherese del Cane a Due Code, un partito politico satirico ungherese, ha “intitolato” un parco di Budapest a Bud Spencer, il "Bud Spencer Park".[74][75] Poiché le scene di combattimento sono un must nei film di Spencer-Hill, il parco è stato "inaugurato" con una scazzottata di folla, che ovviamente non è stato affatto un combattimento vero.[74] In Ungheria l'attore italiano è sempre stato un personaggio di culto fin dagli anni '60, quando sotto il regime comunista rappresentava un simbolo di libertà accessibile, mentre i film western statunitensi erano censurati.[76] A quel tempo, il cambio di nome non era ufficiale, e neanche sarebbe potuto esserlo perché, secondo la legge ungherese, i luoghi pubblici possono essere intitolati a qualcuno solo dopo che questa persona è morta da almeno cinque anni prima. Successivamente, il Comune di Budapest ha lanciato un sondaggio chiedendo ai residenti se volevano davvero che il parco prendesse il nome da Spencer e il 96% di loro ha detto di sì, un altro segno della sua popolarità.[74] Pertanto nel 2021, trascorsi i cinque anni previsti dalla legge, la capitale ungherese ha ufficialmente intitolato il proprio parco cittadino all'amato attore, ex nuotatore e giocatore di pallanuoto italiano.[74]
- L'11 novembre 2017 è stata eretta sulla Corvin Promenade di Budapest (nei pressi della fermata della metropolitana Corvin-negyed) una statua in bronzo della scultrice Szandra Tasnadi che raffigura Bud Spencer. La statua, alta 2,40 metri e dal peso di 500 kg,[77] è stata definita dai suoi artefici «il primo monumento al mondo» a Carlo Pedersoli.[76][78] Sul basamento di marmo c'è scritto "Carlo Pedersoli" e la traduzione della frase "Non abbiamo mai litigato" (in ungherese: Mi sohasem veszekedtünk), pronunciata da Terence Hill in occasione dei funerali di Bud.[76][79]
- Gli rende omaggio il gioco di carte Bang!, che nella sua espansione Wild West Show presenta il personaggio di Big Spencer, caratterizzato da uno spropositato numero di punti vita come omaggio alla sua stazza ed incredibile forza fisica.
- Ha ricevuto postumo l'America Award dalla Fondazione Italia USA nel 2018.[80]
- Nel 2019 i Pinguini Tattici Nucleari lo hanno citato nel brano La banalità del mare.
- Il 1º giugno 2019 il comune di Fontevivo, in provincia di Parma, intitola la prima strada in Italia a Carlo Pedersoli.[81]
- Il 2 giugno 2019 viene esposta a Livorno la prima statua in Italia, realizzata completamente in vetroresina e inaugurata dal sindaco uscente alla presenza di alcuni familiari.[82][83][84]
- Nel 2021 un francobollo italiano valido per la posta ordinaria diretta in Italia è dedicato all'attore Bud Spencer.[85]
- Il 7 luglio 2024 il comune di Amelia, in provincia di Terni, gli dedica la piscina scoperta comunale.[86]
- Bud Spencer è il titolo di un brano dei Finley, in collaborazione con i Fast Animals and Slow Kids, all'interno dell'album Pogo Mixtape Vol. 1, uscito nel 2024.

## Discografia

### Album in studio
- 2016 – Futtetenne[87]

### Singoli
- 1961 – In una nuvola/Ciuf ciuf cia[87]
- 1978 – Cock a doodle doo/My name is Zulu - con gli Oliver Onions[87]
- 1979 – Grau-Grau-Grau/Freedom - con l'Orchestra Walter Rizzati[87]
- 1979 – Cara Caravan - con gli Oliver Onions[87]
- 1996 – Guardian Angels - con l'Orchestra Enrico Riccardi[87]
- 2003 – Futtetenne[87]

### Canzoni scritte per altri interpreti
- 1963 – Cleopatra (testo di Carlo Pedersoli; musica di Alex North); interpretata da Nico Fidenco nell'album Per noi due[87]
- 1963 – Non mi chiedi mai (testo e musica di Carlo Pedersoli); interpretata da Nico Fidenco nell'album Per noi due[87]
- 1963 – Ogni sera (testo di Carlo Pedersoli; musica di Carlo Rustichelli); interpretata da Ornella Vanoni nell'album Le canzoni di Ornella Vanoni[87]
- 1973 – Flying through the air (testo di Susan Duncan-Smith; musica di Guido e Maurizio De Angelis e Carlo Pedersoli); interpretata dagli Oliver Onions[87]
- 1973 – Angels and Beans (testo di Susan Duncan-Smith, Cesare De Natale e Carlo Pedersoli; musica di Guido e Maurizio De Angelis); interpretata da Kathy and Gulliver[87]
- 1974 – Across the fields (musica di Guido e Maurizio De Angelis, Dandylion, Carlo Pedersoli e Marcello Fondato)[87]

## Libri
- Bud Spencer, Lorenzo De Luca, Altrimenti mi arrabbio: la mia vita, a cura di David De Filippi, Reggio Emilia, Aliberti, 2010, ISBN 978-88-7424-598-7.[88][89]
- Bud Spencer, Lorenzo De Luca, Mangio ergo sum, prefazione di Luciano De Crescenzo, Eboli, Edizioni NPE, 2014, ISBN 978-88-97141-47-1.[88][90]
- Bud Spencer, Mi chiamavano Bud, Roma, Volume Audiobooks, 2018, ISBN 978-88-99833-11-4.
- Bud Spencer, Lorenzo De Luca, Il giro del mondo in ottant'anni, Eboli, Burno, 2022, ISBN 979-12-80772-03-9.[91][92]
- Bud Spencer, Lorenzo De Luca, a cura di David De Filippi, Altrimenti mi arrabbio - Silenzio, parla Bud Spencer, Eboli, Burno, 2025 ISBN 9791280772275.

## Videogiochi
Dalla serie televisiva omonima nel 1997 è stato tratto il videogioco Noi siamo angeli con il personaggio principale ispirato all'attore Bud Spencer.
Nel 2017 è stato pubblicato Bud Spencer & Terence Hill: Slaps and Beans, il primo videogioco ufficiale di Bud Spencer e Terence Hill, sviluppato dall'azienda italiana Trinity Team srls; uscito inizialmente solo per PC, il titolo è stato poi convertito per PlayStation 4, Xbox One e Nintendo Switch il 24 luglio 2018, e nel 2023 è stato pubblicato il secondo capitolo della saga videoludica.

## Riconoscimenti
- David di Donatello
  - 2010 – David di Donatello alla carriera (ricevuto insieme a Terence Hill)

- Globo d'oro
  - 2004 – Globo d'oro Speciale della Giuria

- Nastro d'argento
  - 2004 - Candidatura al Miglior attore non protagonista per Cantando dietro i paraventi

- Telegatto
  - 1989 - Miglior telefilm italiano per Big Man
  - 1992 - Miglior telefilm italiano per Detective Extralarge
  - 1992 - Premio speciale per il cinema italiano in TV. (Ricevuto insieme a Terence Hill)

- Premio Bambi
  - 1975 - Premio Bambi per ...altrimenti ci arrabbiamo! e Porgi l'altra guancia. (Ricevuto insieme a Terence Hill)

- Giffoni Film Festival
  - 1990 - Premio François Truffaut
  - 1996 - Premio François Truffaut

- Premio Jupiter
  - 1979 - Miglior attore protagonista per Lo chiamavano Bulldozer
  - 1980 - Miglior attore protagonista per Io sto con gli ippopotami

- Premio Charlot
  - 2005 - Premio alla carriera

- Premio IOMA (Italian Online Movie Awards)
  - 2012 - Premio alla carriera. (Ricevuto insieme a Terence Hill)

- Goldene Leinwand
  - 1973 - premio Goldene Leinwand per ...continuavano a chiamarlo Trinità
  - 1974 - premio Goldene Leinwand per Anche gli angeli mangiano fagioli
  - 1975 - premio Goldene Leinwand per ...altrimenti ci arrabbiamo!
  - 1976 - premio Goldene Leinwand per Porgi l'altra guancia
  - 1979 - premio Goldene Leinwand per Lo chiamavano Bulldozer
  - 1980 - premio Goldene Leinwand per Uno sceriffo extraterrestre... poco extra e molto terrestre
  - 1980 - premio Goldene Leinwand per Io sto con gli ippopotami

## Doppiatori
Bud Spencer è stato doppiato da:
- Glauco Onorato in Dio perdona... io no!, I quattro dell'Ave Maria, Un esercito di 5 uomini, La collina degli stivali, Gott mit uns (Dio è con noi), Lo chiamavano Trinità..., ...continuavano a chiamarlo Trinità, Si può fare... amigo, Torino nera, ...più forte ragazzi!, Una ragione per vivere e una per morire, Anche gli angeli mangiano fagioli, Piedone lo sbirro, ...altrimenti ci arrabbiamo!, Porgi l'altra guancia, I due superpiedi quasi piatti, Lo chiamavano Bulldozer, Pari e dispari, Uno sceriffo extraterrestre... poco extra e molto terrestre, Io sto con gli ippopotami, Chissà perché... capitano tutte a me, Chi trova un amico trova un tesoro, Banana Joe, Bomber, Cane e gatto, Nati con la camicia, Non c'è due senza quattro, Miami Supercops (I poliziotti dell'8ª strada), Superfantagenio, Big Man, Un piede in paradiso
- Sergio Fiorentini in Charleston, Detective Extralarge, Botte di Natale, Noi siamo angeli, Al limite, Figli del vento, Pane e olio, Tesoro, sono un killer
- Giuseppe Rinaldi e Bruno Persa in Siluri umani
- Nino Pavese in Annibale
- Ferruccio Amendola in Oggi a me... domani a te
- Giancarlo Maestri in Al di là della legge
- Sergio Graziani in 4 mosche di velluto grigio
- Roberto Villa in Il corsaro nero